# Laventie
Laventie é uma comuna francesa na região administrativa de Altos da França, no departamento de Pas-de-Calais. Estende-se por uma área de 18,13 km². Em 2010 a comuna tinha 5 083 habitantes (densidade: 280,4 hab./km²).

## Geografia

### Localisação
Laventie é uma cidade periurbana do Pays de l’Alleu, na antiga província da Flandres Francesa, na fronteira com o departamento do Norte, a 20 km a oeste de Lille, a 13 km da fronteira franco-belga, a 20 km a norte de Lens e a 12 km a nordeste de Béthune.